# Long Common
Long Common – wieś w Anglii, w hrabstwie Hampshire, w dystrykcie Winchester. Leży 16 km na południowy wschód od miasta Winchester i 103 km na południowy zachód od Londynu.